# Хауърд Хоукс
Хауърд Хоукс (на английски: Howard Hawks) е американски филмов режисьор, сценарист и продуцент, роден през 1896 година, починал през 1977 година. 

## Биография
Роден е като Хауърд Уинчестър Хоукс на 30 май 1896 година в град Гошен, щат Индиана, САЩ. Той е първото дете на Франк У. Хоукс и Хелън Хауърд. След раждането на брат му Кенет Нийл Хоукс през 1899 година, семейството се премества в градчето Нийнах, Уисконсин, а скоро след това заминават за Южна Калифорния.
Хауърд посещава гимназия в Глендора, Калифорния, след което постъпва в частното училище „Phillips Exeter Academy“ в Ню Хемпшир, където се обучава в периода 1912 – 1914 година. След дипломирането си, Хоукс постъпва в Университета Корнел в Итака (Ню Йорк), където специализира машинно инженерство. След завършване на университета, той отбива военната си служба във военновъздушните части на американската армия.
Хоукс е сред водещите кино режисьори от класическата епоха на Холивуд от 1920-те до 1960 година. Името му остава в киноисторията с поредица от хитови филми в широк жанров диапазон, сред които: Белязаният (1932), Отглеждащ бебе (1938), Сержант Йорк (1941), Големият Сън (1946), Джентълмените предпочитат блондинки (1953) и други.
През 1975 година, Филмовата академия на САЩ го удостоява с награда „Оскар“ за цялостно творчество.

## Филмография

### Частична режисьорска филмография
| Година | Филм                                | Оригинално заглавие      | Бележки              |
| ------ | ----------------------------------- | ------------------------ | -------------------- |
| 1932   | Белязаният                          | Scarface                 |                      |
| 1938   | Отглеждащ бебе                      | Bringing Up Baby         |                      |
| 1939   | Само ангелите имат крила            | Only Angels Have Wings   |                      |
| 1940   | Момиче за всичко                    | His Girl Friday          |                      |
| 1941   | Сержант Йорк                        | Sergeant York            | Номинация за „Оскар“ |
| 1946   | Големият Сън                        | The Big Sleep            |                      |
| 1948   | Ред Ривър                           | Red River                |                      |
| 1953   | Джентълмените предпочитат блондинки | Gentlemen Prefer Blondes |                      |
| 1959   | Рио Браво                           | Rio Bravo                |                      |
| 1966   | Ел Дорадо                           | El Dorado                |                      |